# The Gentle Touch
The Gentle Touch was een Britse politieserie van ITV, die in omloop was van 1980-1984 met 56 afleveringen.
De hoofdrolspeelster Jill Gascoine optredend als Detective Inspector Maggie Forbes, die omhoog was gekomen in de gelederen van de politie, werkt voor het Seven Dials politiebureau in Londen.
Maggie's  man, een politieagent, werd vermoord tijdens de eerste aflevering, waarbij ze haar loopbaan moest combineren met het opvoeden van haar minderjarige zoon.
The Gentle Touch behandelde voornamelijk routinezaken. Maggie was meestal te zien achter het stuur van een stilstaande auto, want in het echte leven kon actrice Jill Gascoine geen auto besturen.